# Serge Kanyinda
Serge Kanyinda est un acteur congolais né le 27 juillet 1992 à Kinshasa au Zaïre, l'actuelle république démocratique du Congo. 

## Biographie
Serge Kanyinda se fait connaître pour son rôle de Magicien dans le film Rebelle.
Pour son interprétation, il remporte le prix Écrans canadiens du meilleur acteur de soutien à la 1re cérémonie des prix Écrans canadiens.
Il est atteint d'albinisme.

## Filmographie
- 2012 : Rebelle de Kim Nguyen : Magicien
- 2017 : Maki’la de Machérie Ekwa Bahango
- 2019 : Kuluna (film) de Rabby Bokoli
- 2021 : Destin tracé de Carlo Lechea

## Récompenses et distinctions
- 2013 : Vancouver Film Critics Circle : Meilleur second rôle masculin dans un film canadien pour Rebelle
- 2013 : Prix Écrans canadiens : Meilleur second rôle masculin  pour Rebelle
- 2013 : Prix Jutra : Meilleur acteur de soutien pour Rebelle
- 2021 : Meilleur second rôle masculin, aux Trophées Francophones du cinéma de Kigali, Rwanda, pour Maki’la